# Joseph Pletincx
Joseph Pletincx (ur. 13 czerwca 1888, zm. w 1971) – belgijski waterpolista i pływak. Czterokrotny medalista olimpijski.
Brał udział w czterech igrzyskach olimpijskich (IO 08, IO 12, IO 20, IO 24). W 1908 i 1920 Belgowie w finale przegrali z Wielką Brytanią, w 1924 z Francją. W 1912 zajęli trzecie miejsce. Zdobywał tytuły mistrza kraju zarówno w waterpolo jak i konkurencjach pływackich. W 1988 roku został wprowadzony pośmiertnie do International Swimming Hall of Fame.